# 4248 Ренальд
4248 Ренальд (4248 Ranald) — астероїд головного поясу, відкритий 23 квітня 1984 року.
Тіссеранів параметр щодо Юпітера — 3,575.